# Референдумы в Швейцарии (2020)
Референдумы в Швейцарии планировалось провести 9 февраля, 17 мая, 27 сентября и 29 ноября 2020 года. Референдумы 9 февраля были проведены по плану, но референдумы 17 мая были отложены из-за пандемии COVID-19 и добавлены к сентябрьским голосованиям.

## Февральские референдумы
9 февраля состоялись два референдума, на которых избиратели должны одобрить народную инициативу по расширению доступного жилья путём развития жилищных кооперативов, и следует ли отменить законодательство, предотвращающее дискриминацию по признаку сексуальной ориентации.
Народная инициатива по доступному жилью требует, чтобы 10 % новых квартир принадлежали жилищным кооперативам, и предполагает отмену государственных субсидий на ремонт квартир класса люкс. Инициатива была выдвинута национальным альянсом ассоциации арендаторов, поддержана левыми партиями и была одобрена после сбора 106 тыс. подписей в октябре 2016 года.
Факультативный референдум по отмене законодательства против гомофобии инициировали Федерально-демократический союз и молодёжное крыло Швейцарской народной партии после того, как закон был утверждён в декабре 2018 года.
Опрос общественного мнения, проведённый в декабре 2019 года, показал, что инициатива по доступному жилью поддерживается на уровне 66 %, против — 30 %, в то время как отмена антидискриминационного законодательства была поддержана лишь 28 % избирателей, а 69 % — против.

### Результаты
Предложение о доступном жилье было отклонено 57 % избирателей, хотя в Базеле и Женеве, районах, наиболее затронутых проблемой отсутствия доступного жилья более 60 % избирателей проголосовали за предложение. Законодательство против дискриминации по сексуальной ориентации было одобрено 63 % избирателей.
| Вопрос                                                                              | «За»      | «За» | «Против»  | «Против» | Недейств./ пустых бюлл. | Всего голосов | Действ. бюлл. | Явка | Кантонов «За» | Кантонов «За» | Кантонов «Против» | Кантонов «Против» | Результат |
| Вопрос                                                                              | Голоса    | %    | Голоса    | %        | Недейств./ пустых бюлл. | Всего голосов | Действ. бюлл. | Явка | Кантонов      | Полу кантонов | Кантонов          | Полу кантонов     | Результат |
| ----------------------------------------------------------------------------------- | --------- | ---- | --------- | -------- | ----------------------- | ------------- | ------------- | ---- | ------------- | ------------- | ----------------- | ----------------- | --------- |
| Доступное жильё                                                                     | 963 610   | 42,9 | 1 280 148 | 57,1     |                         |               |               | 41,0 | 4             | 1             | 16                | 5                 | Отвергнут |
| Антидискриминационное законодательство                                              | 1 413 609 | 63,1 | 827 361   | 36,9     |                         |               | 40,9          | 18   | 5             | 2             | 1                 | Одобрен           |           |
| Источник: Федеральная канцелярия Швейцарии Federal Chancellery, Federal Chancellery |           |      |           |          |                         |               |               |      |               |               |                   |                   |           |

## Сентябрьские референдумы

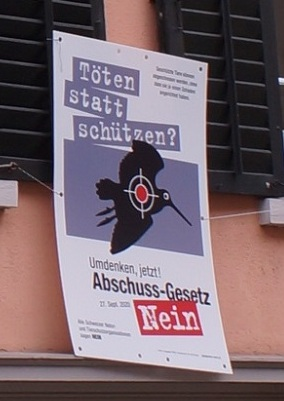
Плакат против ревизии закона об охоте.

Три референдума изначально должны были пройти 17 мая 2020 года, но были перенесены на 27 сентября вследствие пандемии COVID-19. Это стало первой отменой федерального референдума, начиная с 1951 года, после переноса голосования из-за вспышки ящура. Референдумы включали: общественную инициативу «За умеренную иммиграцию (инициатива ограничения)», поправку 2019 года к федеральному закону об охоте, поправку 2019 года к федеральному закону о Федеральном прямом налогооблажении в части налоговых вычетов на расходы по уходу за ребенком. Все три предложения были отклонены избирателями.
Эти три референдума были добавлены к двум сентябрьским: о закупках новых истребителей и об отцовском отпуске по уходу за ребёнком. Референдум о блокировании покупки Вооружёнными силами Швейцарии новых истребителей для замены существующего парка Northrop F-5 и McDonnell Douglas F/A-18 Hornet был поддержан Группой за Швейцарию без армии, Социал-демократической партией и Зелёной партией. Федеральный совет и парламент одобрили покупку стоимостью 6 млрд швейцарских франков. Виола Амерд, глава министерства обороны, поддержала покупку, поскольку существующим F-5 было более 40 лет и они летали только в хорошую погоду, а срок эффективного использования F-18 истекал в 2030 году. Противники объявили эту покупку как расточительную и утверждали, что услуги воздушной полиции можно выполнять с помощью более дешёвых лёгких истребителей. Противники приобретения представили более 65 тыс. действительных подписей, чтобы поставить референдум в бюллетень для голосования. Правительство предполагало, что швейцарские фирмы получили бы контракты на сумму 60 % от покупной цены, и планировало закупить американские истребители Lockheed Martin F-35 и Boeing F/A-18E/F Super Hornet и европейские Dassault Rafale и Eurofighter Typhoon.
Второй сентябрьский референдум с целью заблокировать новый закон об отпуске по уходу за ребёнком был поддержан частью Швейцарской народной партии. В 2019 году парламент принял закон, дающий отцам двухнедельный отпуск в размере 80 % от общего дохода после рождения ребёнка. Отпуск должен был оплачиваться Федеральной службой социального страхования и финансироваться за счёт взносов как рабочих, так и служащих, из расчёта 230 млн швейцарских франков в год. Швейцария оставалась единственной страной в Западной Европе, где не было отпуска по уходу за ребёнком. Сюзанн Брюннер и Диана Гутьяр из Швейцарской народной партии выступили за референдум и работали над сбором необходимых 50 тыс. подписей, чтобы выступить против того, что они считали дополнительным вмешательством в рынок труда и обременением работодателей дополнительными расходами и налогами. Социал-демократы, Зелёные, Христианско-демократическая народная партия, Зелёные либералы и Консервативно-демократическая партия поддерживали отпуск по уходу за ребёнком; национальная Швейцарская народная партия выступила против отпуска по уходу за ребёнком, хотя некоторая часть партии поддержали закон. Свободная демократическая партия. Либералы поддержали отцовство в парламенте, но не поддержали ни одну сторону на референдуме. Оба предложения были одобрены.

### Результаты
| Вопрос                                                         | «За»      | «За»  | «Против»  | «Против» | Недейств./ пустых бюлл. | Всего голосов | Действ. бюлл. | Явка  | Кантонов «За» | Кантонов «За» | Кантонов «Против» | Кантонов «Против» | Результат |
| Вопрос                                                         | Голоса    | %     | Голоса    | %        | Недейств./ пустых бюлл. | Всего голосов | Действ. бюлл. | Явка  | Кантонов      | Полу кантонов | Кантонов          | Полу кантонов     | Результат |
| -------------------------------------------------------------- | --------- | ----- | --------- | -------- | ----------------------- | ------------- | ------------- | ----- | ------------- | ------------- | ----------------- | ----------------- | --------- |
| «За умеренную иммиграцию»                                      | 1 233 809 | 38,29 | 1 988 120 | 61,71    |                         |               |               | 59,47 | 3             | 1             | 17                | 5                 | Отвергнут |
| Поправка к закону об охоте                                     | 1 530 031 | 48,08 | 1 652 010 | 51,92    |                         |               | 59,27         | 11    | 4             | 9             | 2                 | Отвергнут         |           |
| Поправка к закону о налогообложении                            | 1 163 473 | 36,76 | 2 001 186 | 63,24    |                         |               | 59,14         | 2     | 0             | 18            | 6                 | Отвергнут         |           |
| Отцовский отпуск                                               | 1 930 852 | 60,32 | 1 270 094 | 39,68    |                         |               | 59,29         | 15    | 2             | 5             | 4                 | Одобрен           |           |
| Закупка новых истребителей                                     | 1 604 899 | 50,15 | 1 595 156 | 49,85    |                         |               | 59,36         | 14    | 4             | 6             | 2                 | Одобрен           |           |
| Источник: Федеральная канцелярия Швейцарии Federal Chancellery |           |       |           |          |                         |               |               |       |               |               |                   |                   |           |

## Ноябрьские референдумы
29 ноября прошли два референдума, оба из которых были общественными инициативами: «Ответственные компании — защитить людей и окружающую среду» и «За запрет на финансирование производителей военной техники».
Инициатива «Ответственные компании» получила большинство голосов избирателей, но в результате не прошла из-за того, что её отклонили большинство кантонов. Инициатива запретить финансирование производителей оружия также потерпела неудачу.

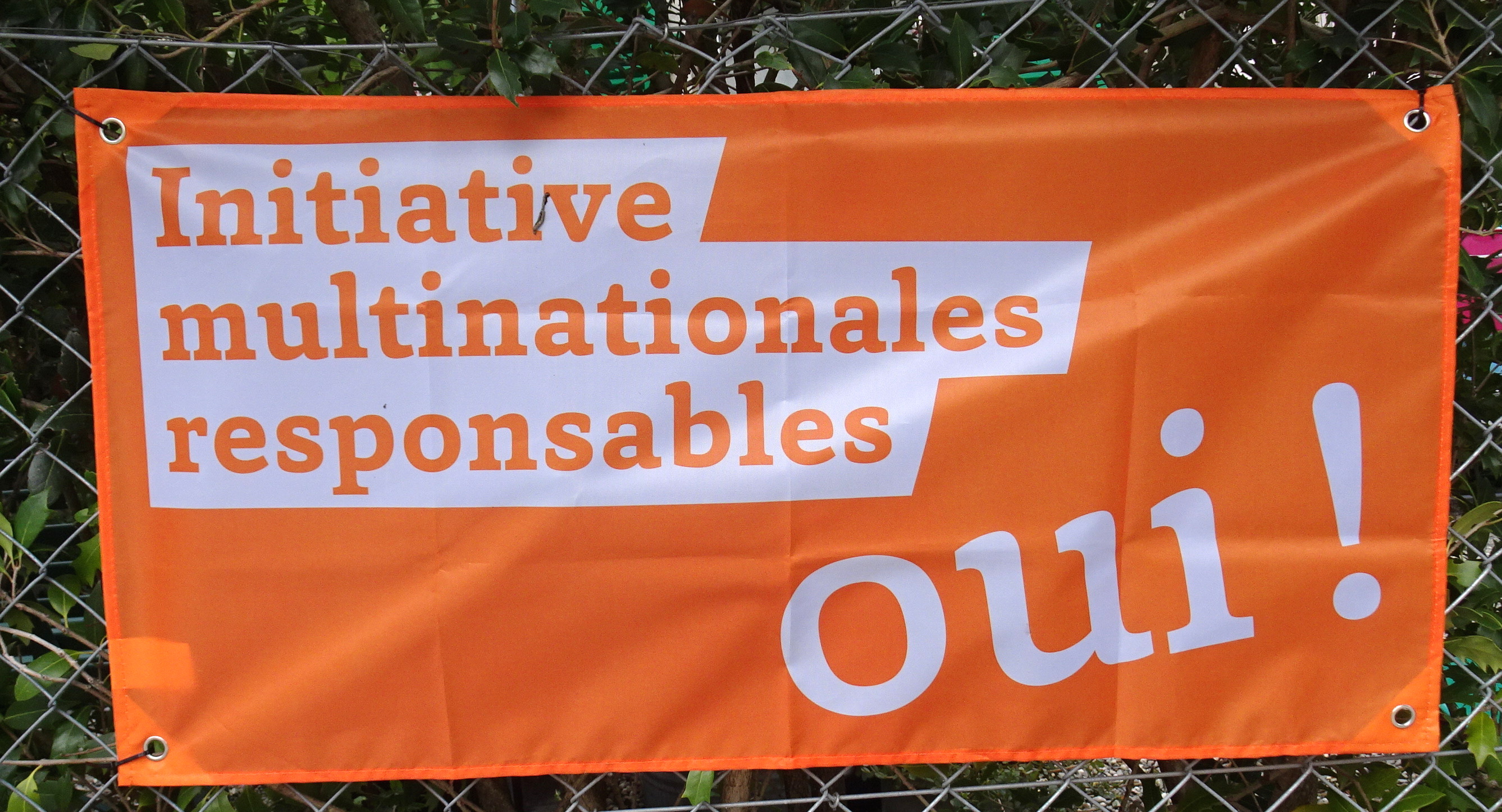
Плакат в поддержку инициативы «Ответственные компании»
Результаты референдума «Ответственные компании» по кантонам
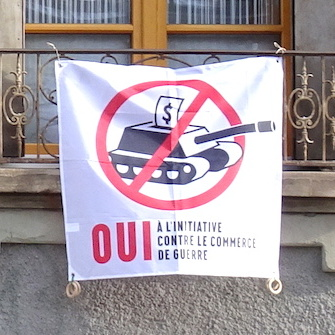
Флаг инициативы «За запрет на финансирование производителей вооружений»

### Результаты
| Вопрос                                                         | «За»      | «За»  | «Против»  | «Против» | Недейств./ пустых бюлл. | Всего голосов | Действ. бюлл. | Явка | Кантонов «За» | Кантонов «За» | Кантонов «Против» | Кантонов «Против» | Результат |
| Вопрос                                                         | Голоса    | %     | Голоса    | %        | Недейств./ пустых бюлл. | Всего голосов | Действ. бюлл. | Явка | Кантонов      | Полу кантонов | Кантонов          | Полу кантонов     | Результат |
| -------------------------------------------------------------- | --------- | ----- | --------- | -------- | ----------------------- | ------------- | ------------- | ---- | ------------- | ------------- | ----------------- | ----------------- | --------- |
| «Ответственные компании»                                       | 1 299 173 | 50,73 | 1 261 673 | 49,27    |                         |               |               |      | 8             | 1             | 12                | 5                 | Отвергнут |
| «За запрет на финансирование производителей вооружений»        | 1 081 731 | 42,55 | 1 460 755 | 57,45    |                         |               |               | 3    | 1             | 17            | 5                 | Отвергнут         |           |
| Источник: Федеральная канцелярия Швейцарии Federal Chancellery |           |       |           |          |                         |               |               |      |               |               |                   |                   |           |